# František Uhlíř (hudebník)
František Uhlíř (* 24. července 1950 Ústí nad Orlicí) je český jazzový hráč na kontrabas, skladatel, pedagog, vedoucí kapely František Uhlíř Team.

## Životopis
Narodil se v muzikantské rodině jako vnuk kapelníka a syn muzikanta, učitele hudby, skladatele a kapelníka jazzového bigbandu. Studoval hru na klavír v LŠU a jako třináctiletý hrál na varhany v beatové kapele Vladimíra Volfa.
V letech 1965 - 1971 studoval na Státní konzervatoři v Brně (kontrabas, klavír, komponování). Během studia hrál v orchestru Janáčkovy opery, v Brněnské filharmonii a v jazzovém kvartetu svého otce. Studium zakončil absolventským koncertem s doprovodem Moravského komorního orchestru (J. K. Vaňhal, koncert pro kontrabas a komorní orchestr).
Roku 1971 se František Uhlíř přestěhoval do Prahy a během vojenské služby v Symfonickém orchestru AUS stál u zrodu jazzového kvartetu (E. Viklický, F. Uhlíř, J. Dušek, J. Růžička), který o dva roky později na Mezinárodním jazzovém festivalu v Přerově získal ocenění „evropská extratřída“ a samotný Uhlíř obdržel cenu za nejlepší sólový výkon. O rok později se stal členem nového SHQ Karla Velebného, kde hrál převážně v komorním triu bez bicích. V této době rychle hudebně vyzrál, začal komponovat a stal se vyhledávaným hráčem na kontrabas.
Během své kariéry spolupracoval s prominentními československými jazzovými skupinami (Emil Viklický Quartet, Linha Singers, Impuls, Baroque Jazz Quintet, Laco Deczi Cellula International, Jiří Stivín Quartet) a hudebníky (Karel Růžička, Rudolf Dašek, Jana Koubková, Zuzana Lapčíková, Gabriel Jonáš, Peter Lipa, Josef „Dodo“ Šošoka).
Jako člen mezinárodních jazzových projektů měl možnost hrát s hudebníky mnoha zemí:
- USA (D. Weckl, B. Moses, B. Bailey, J. Newman,T. Curson, W. Shaw, P. Wilson, S. Costanzo, S.Nistico, S. Hamilton, S. Robinson, B. Golbin, J. Serry),
- Belgie (S. Houben, P. Catherine, J. Piroton, B. Castelluci),
- Německa (B. Dennerlein, W. Haffner, H. Kagerer, D. Goykovich, W. Lackerschmied, D. Terzic, C. Stötter, A. Hertrich,K.Niski, East-West Connection),
- Rakouska (J. Siedl, N. Zach, H .Gradischnig),
- Itálie (G. Cazzola, G. Centis, R. Magris, Europlane Orchestra),
- Švýcarska (D. Moccia, S. Schlegel, R. Morgentaler, F. Ambrosetti, I. Eckinger, M. Hugelshofer, Q. M. Däniker Trio),
- Dánska (P. Mikkeborg, A. Riel),
- Velké Británie (J. Nicholas, D. Wickins, T. Smith, E. Severn, T. Bancroft),

s M. Hausserem z Francie nebo D. Jurkovičem z Chorvatska.
Byl členem Europlane Orchestra a Czech-Norvegian Band, a jako kontrabasista hostoval v řadě zemí (Německo, Norsko, Dánsko, Holandsko, Belgie, Španělsko, Itálie, Švýcarsko, Rakousko, Maďarsko, Polsko, Rusko, Bulharsko, Chorvatsko, Slovinsko, Kypr, Izrael, Kanada, Vietnam, Japonsko).

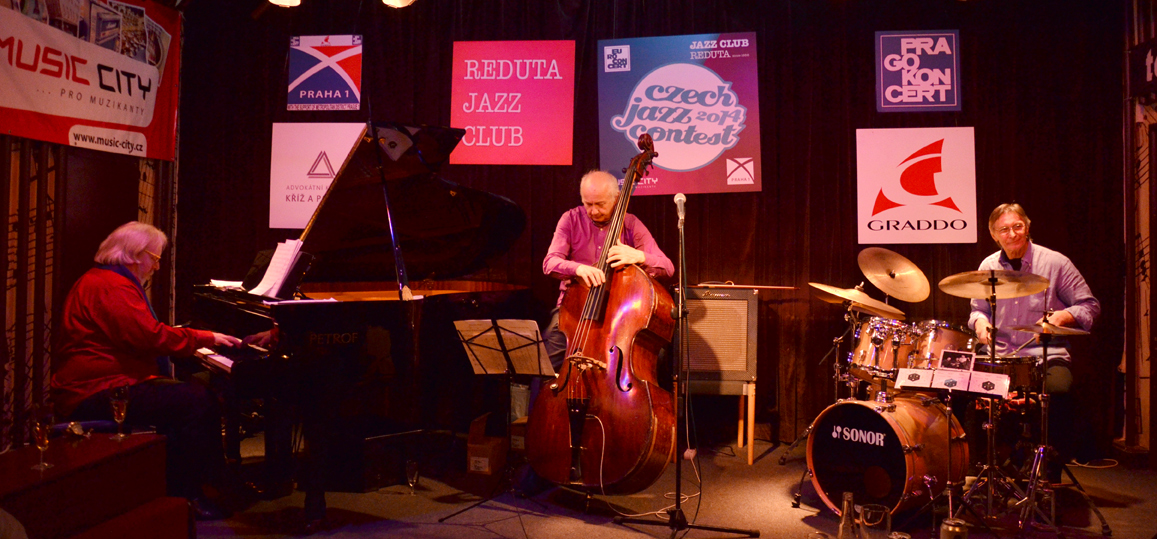
Jazz Trio WUH, Skip Wilkins (p), František Uhlíř (b), Jaromír Helešic (d), 2014, Prague

V roce 1987 založil vlastní jazzový ansámbl František Uhlíř Team: Jaroslav Šindler - kytara, Jaroslav Šolc - flétna, altsax, Milan Vitoch - bicí, současná sestava F.U.T.: František Uhlíř - kontrabas, David Vrobel - altsax, Adam Tvrdý - kytara, Jaromír Helešic – bicí.
V letech 2002/2012 hrál v triu s chorvatským kytaristou Darco Jurkovičem a hráčem na bicí Jaromírem Helešicem (CD LIVE 2002, Juh Rec.) Od roku 2010 hraje s Prague-Vienna-Connection: Julia Siedl - piano, Nika Zach – vocal, František Uhlíř – kontrabas, Jaromír Helešic - bicí nástroje. V roce 2012 bylo založeno TRIO WUH, kde hraje americký pianista Skip Wilkins, František Uhlíř na kontrabas a Jaromír Helešic na bicí.

## Diskografie

### Autorská alba
- 2010 Double CD: BASS DEVOTION/ BASS SAGA, Multisonic
- 1992 FRANTIŠEK UHLÍŘ TEAM FEATURING CLAUSS STÖTTER, Edy's Records
- 1984 BASS SÁGA, Panton

### Ostatní projekty
- 2011 FRANTIŠEK UHLÍŘ 60, Multisonic
- 2009 DOUBLE BASS SESSION, Multisonic
- 2009 THE GIRL FROM JAMAICA -MARTIN HUGELSHOFER Q + M.HAUSSER, Turicaphon AG
- 2008 MAYBE LATER – F.U.T., Arta records
- 2008 BALLADS AND MORE - Emil Viklický Trio, Arta Records
- 2007 Marcus Printup a Emil Viklický Trio, Multisonic
- 2006 COOKIN´IN BONN, Emil Viklický Trio, Dekkor Records, UK
- 2006 F.U.T. feat. D.Goykovich, Multisonic
- 2006 THE MONDAY SESSION - Melch Däniker Trio, Turicaphon AG
- 2005 JAZZ meets CLASSIC, Verlagsgruppe Weltbild GmbH, Augsburg
- 2005 F.AMBROSETTI, E.VIKLICKÝ, F.UHLÍŘ, L.TROPP, Multisonic
- 2003 SUMMERTIME - SCOTT ROBINSON + EMIL VIKLICKÝ TRIO, Cube Metier
- 2003 LIVE 2002 - JURKOVIČ - UHLÍŘ – HELEŠIC, JUH Music
- 2002 TRIO 01 - E.VIKLICKÝ, F.UHLÍŘ, L.TROPP, Arta Records
- 2000 AN AMERICAN IN PRAGUE - EMIL VIKLICKÝ PRESENTS BENNY GOBLIN, CR Prague
- 2000 BAROQUE JAZZ QUARTET + GUESTS, Edy Records
- 2000 PARNAS, PARNAS, PARNAS - KAREL VELEBNÝ SHQ, Supraphon
- 2000 EUROPLANE ORCHESTRA PLAYS KURT WEILL, Pull, Italy
- 1999 MORAVSKÉ PÍSNĚ MILOSTNÉ - ZUZANA LAPČÍKOVÁ, Lotos
- 1999 ANI NEDUTÁM - VLAĎKA BAUEROVÁ + PŘÁTELÉ, ČRO Plzeň
- 1998 DOCELA VŠEDNÍ OBYČEJNÝ DEN - EMIL VIKLICKÝ, Lotos
- 1998 EUROPLANE ORCHESTRA: LIVE AT 200 EST, 200 Est, Italy
- 1995 BALKAN BLUE - DUSKO GOYKOVICH, Enja Records, Germany
- 1995 ON CLOUD IX - F. KOP, R. KRAMPL, F. UHLÍŘ, P. ZBOŘIL, Melantrich, Praha
- 1994 PRŠÍ DÉŠŤ - E. VIKLICKÝ, Z. LAPČÍKOVÁ, J. PAVLICA, Lotos
- 1994 JAZZ BAG - SID KUCERA BAND, Ultravox
- 1993 MAGIC EYE - SCOTT ROBINSON - EMIL VIKLICKÝ Q, Bliss Records, Germany
- 1992 DIRECT JOURNEY - BAROQUE JAZZ QUINTET, Edy's Records
- 1991 WHILE MY LADY SLEEPS - BENNY BAILEY QUINTET, Gemini Records, Norway
- 1991 JIŘÍ STIVÍN - INSPIRATION WITH FOLKLOR, Arta Records
- 1990 JAZZNOST - CZECH-NORWEGIAN BAND WITH BENNY BAILEY, Supraphon

#### Hudba pro animovaný film
- Filmy režiséra Lubomíra Beneše.

### Vybrané hudební záznamy (autorizováno)
- The Trio WUH - Jazz from the Prague Castle, 2013, YouTube video
- Emil Viklicky Trio - Gone with Water, 2012, YouTube video
- František Uhlíř Team - Just For Us, 2011, YouTube video
- František Uhlíř Team feat. Adam Tvrdý - Father's Blues, 2011, YouTube video
- Prague-Vienna- Connection - Bosa Cosa, 2011, YouTube video